# Aplousina grandipora
Aplousina grandipora är en mossdjursart som beskrevs av Moyano 1991. Aplousina grandipora ingår i släktet Aplousina och familjen Calloporidae. Inga underarter finns listade i Catalogue of Life.